# لورا جيمس
لورا جيمس (بالإنجليزية: Laura James)‏ هي عارضة أمريكية، ولدت في 18 نوفمبر 1990 في كامبريدج في الولايات المتحدة.

## وصلات خارجية
- الموقع الرسمي
- لورا جيمس على موقع IMDb (الإنجليزية)